# Alaye Kene Atô
Alaye Antemelou Kene Teme, dit Alaye Kene Atô, ou parfois seulement Alaye Atô, est un dessinateur malien dogon né vers 1967.
En 1987, il est amputé de sa main gauche par l'explosion de son fusil lors d'une cérémonie funéraire. Il se met alors à dessiner au feutre.
Ses dessins, systématiquement au feutre et sur des feuilles de format A4, portent l'empreinte de la violence de son accident et de l'animisme dogon. Il est le chef de village de Yendouma Atô, dont il a pris le pseudonyme.

## Expostitions
- 1999	Alaye Atô, dessinateur dogon, CEA-EHESS, Paris

Catalogue : textes de Bernard Pataux, découvreur d’Alaye Atô, Eric Jolly, anthropologue spécialiste du pays dogon et Jacques Binet, sociologue.
- 2005	Participation à une exposition sur Le Pays dogon (Museum für Völkerkund, Musée des Arts et Traditions populaires), avec le prêt de 32 dessins d’Alaye Atô provenant de la collection de l’ADEIAO, Hambourg
- 2005	Clin d’œil sur la collection de l’ADEIAO, CEA-EHESS, Paris
- 2007 Hotel "Y a pas de problème", Mopti